# 鹳鵒带睾吸虫
鹳鵒带睾吸虫（学名：Zonorchis mynae）为双腔科带睾属的动物。在中国大陆，分布于福建福州等地，营寄生生活，终末宿主八哥，寄生于肝脏以及胆管。该物种的模式产地在福建福州。